# Монгольско-финляндские отношения
Монгольско-финляндские отношения — двусторонние отношения между Монголией и Финляндией. В 2010 году объём двусторонней торговли между Монголией и Финляндией составил 13,0 млн долларов.

## Экономические отношения
В 2005 году объём двусторонней торговли между Монголией и Финляндией составил 2,8 млн долларов. В 2010 году объём двусторонней торговли между Монголией и Финляндией составил 13,0 млн долларов. В 2005 году экспорт из Финляндии в Монголию составил 2,8 млн долларов. В 2010 году экспорт из Финляндии в Монголию составил 13,0 млн долларов.

## Послы Финляндии в Монголии
- Ярно Сиряла (по состоянию на 2017 год, посол Финляндии в Китае и по совместительству посол Финляндии в Монголии)[3].